# Tom Segura
Pour les articles homonymes, voir Segura (homonymie).
Tom Segura (né le 16 avril 1979) est un comédien et écrivain américain. Segura co-anime le podcast Your Mom's House.

## Biographie

### Jeunesse
Tom Segura est né le 16 avril 1979 à Cincinnati dans l'Ohio. Sa mère est péruvienne. Il a deux sœurs. Quand il avait 19 ans, Segura a fait une surdose de GHB et est tombé dans un court coma.

### Carrière
Tom Segura joue en tant que comédien peu de temps après avoir obtenu son diplôme de l' Université Lenoir-Rhyne. Segura a joué au Melbourne International Comedy Festival au The Comedy Festival, au Global Comedy Festival à Vancouver, au Just For Laughs Comedy Festival et au South Beach Comedy Festival,. Segura a également été finaliste régional représentant San Francisco au Last Comic Standing 2 . En 2018, Tom et son épouse, Christina Pazsitzky, ont décroché un contrat de télévision avec CBS, pour produire un pilote pour leur émission The Little Things. 

#### Radio
Tom Segura fait des apparitions régulières au Bennington Show, The Bob and Tom Show ainsi que le The Ron and Fez Show . 

#### Podcast

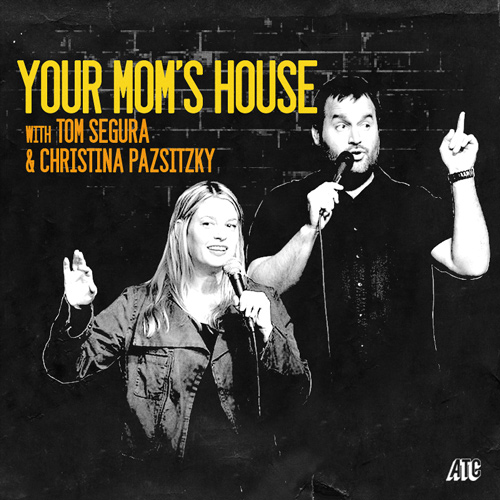
Œuvre iTunes de la maison de ta maman

Segura et son épouse Christina Pazsitzky ont créé et animent le podcast Your Mom's House . Segura anime également le podcast 2 Bears 1 Cave avec le comédien Bert Kreischer, ainsi que Tom Segura en Español (un podcast en espagnol). 
Segura fait des apparitions régulières dans l'émission The Joe Rogan Experience et est apparu sur WTF avec Marc Maron.

### Vie personnelle
Tom Segura parle couramment l'espagnol. Il a vécu à Minneapolis, (Minnesota) ; Milwaukee, (Wisconsin) ; et Vero Beach, en Floride . 
Tom Segura a épousé la comédienne Christina Pazsitzky en novembre 2008. Ils ont deux fils, Ellis (né en 2016) et Julian (né en 2018), et vivent à Los Angeles, en Californie,,. Au début de 2020, le couple a acquis une nouvelle demeure de 6,7 millions de dollars dans le quartier Pacific Palisades de Los Angeles . 

## Filmographie

### Films
- 2010 : Frank Advice : Franc[22]
- 2013 : 9 pouces : Dan[23]
- 2016 : Le maire du peuple : Harry Pryor[24]
- 2017 : J'ai besoin de toi pour tuer : lui-même[25]
- 2018 : Apprentis Parents : Russ
- 2019 : Compte à rebours[26] : Derek

### Comédie
- 2010 : Ravi[10]
- 2012 : Filles blanches avec cornrows
- 2014 : Complètement normal[27]
- 2016 : Surtout des histoires[28]
- 2018 : Honteux[29]
- 2020 : Balle de porc[30]

### Télévision
- 2007 : Live à Gotham : lui-même[31]
- 2008 : BET's Comicview : lui-même
- 2009 : Gary célibataire : Bear Suit Guy
- 2009 : Atom TV : Cutman
- 2009 : Russell Peters présente : employé
- 2010 : Gary célibataire : employé
- 2011 : Écraser : lui-même
- 2011 : Top Ten d'Hollywood : lui-même
- 2011 : Comedy Central présente : lui-même[32]
- 2011 : Conan : lui-même[33]
- 2012 : Drôle comme l'enfer : lui-même
- 2012 : Les Real Housewives d'Orange County : lui-même
- 2012 : BET's Comicview : lui-même
- 2013 : Fins heureuses : paparazzi
- 2013 : Russell Peters présente : lui-même
- 2014 : Comment devenir adulte : lui-même